# Anapistula ayri
Espèce
Anapistula ayri est une espèce d'araignées aranéomorphes de la famille des Symphytognathidae.

## Distribution
Cette espèce est endémique d'Amazonas au Brésil,. Elle se rencontre à Manaus.

## Description
Le mâle holotype mesure 0,46 mm et la femelle paratype 0,60 mm. Les mâles mesurent de 0,40 à 0,46 mm et les femelles de 0,54 à 0,66 mm.

## Publication originale
- Rheims & Brescovit, 2003 : Description of six new species of Anapistula Gertsch (Araneae, Symphytognathidae) from Brazil. Bulletin of the British Arachnological Society, vol. 12, no 7, p. 324-330.